# Filtro di sigaretta

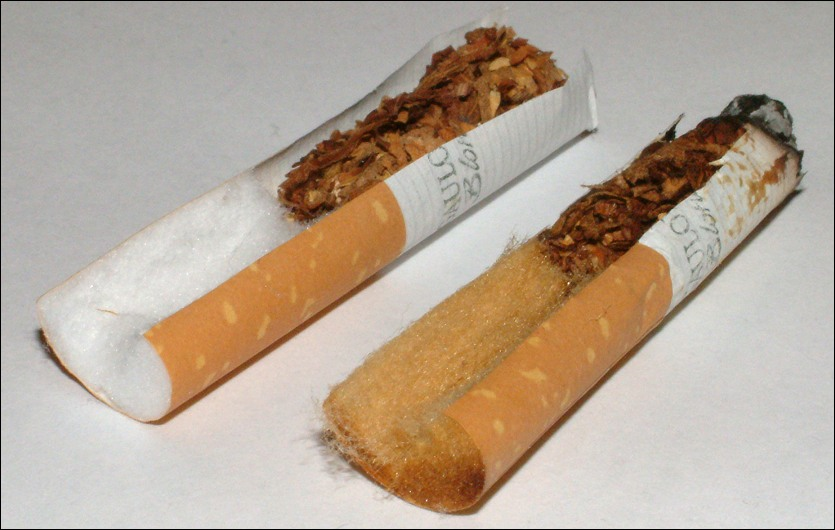
Un filtro di sigaretta nuovo ed uno usato a confronto.

Il filtro di sigaretta è un piccolo cilindro che si trova all'estremità di una sigaretta. È composto in genere da acetato di cellulosa, una sostanza fibrosa che serve a bloccare meccanicamente l'inalazione delle foglie di tabacco e di certi agenti dannosi prodotti dalla combustione della carta e del tabacco stesso.
I filtri sono venduti sfusi per chi si fa le sigarette manualmente, e sono di solito un componente di quelle fatte industrialmente. Il filtro non è tuttavia un componente essenziale di una sigaretta, ed esistono in commercio qualità che ne sono sprovviste.

## Rischi e benefici
Il filtro è stato introdotto nelle sigarette a partire dagli anni '50 del XX secolo, principalmente con lo scopo di ridurre i danni alla salute causati dal fumo. Sebbene alcuni studi dimostrino che il filtro riduce il rischio di carcinoma del polmone, riducendo la quantità di catrame e di nicotina inalate, esso è invece inefficiente nel rimuovere i gas a basso peso molecolare, come il monossido di carbonio.
Un importante effetto collaterale dell'uso dei filtri di sigaretta è dato dal danno ambientale. Il filtro non viene consumato, e costituisce pertanto un rifiuto, noto come mozzicone di sigaretta. I mozziconi di sigaretta sono i rifiuti di origine antropica più disseminati al mondo. Ogni anno nel mondo vengono fumate circa 5,6 bilioni di sigarette. Di questi, si stima che 4,5 bilioni di mozziconi di sigaretta diventino rifiuti. L'acetato di cellulosa, principale componente dei filtri di sigaretta, si biodegrada lentamente, e dopo il loro abbandono, i mozziconi possono rilasciare nell'ambiente diverse sostanze tossiche, tra cui nicotina, arsenico, idrocarburi policiclici aromatici e metalli pesanti.
A causa del loro notevole impatto ambientale, in diverse parti del mondo sono stati realizzati progetti per il riciclo dei filtri di sigaretta.